# Ecorșeu (Brâncuși)
Ecorșeul cunoscut și ca Jupuitul, este o statuie din ghips realizată în perioada anilor 1900 - 1902 de sculptorul român Constantin Brâncuși sub minuțioasa îndrumare a medicului Dimitrie Gerota.  Statuia a primit medalia de bronz pentru Concursul de „Anatomie” organizat de Școala de Belle Arte din București în luna iunie a anului 1901. Lucrarea a fost făcută după modelul mulajului statuii lui Hermes Capitolinul, aflat și astăzi la Muzeul Capitolin din Roma.

## Istoric
Ecorșeul cunoscut și ca Jupuitul, este o statuie din ghips realizată în perioada anilor 1900 - 1902, în ultimul an de studiu la Școala de Belle Arte din București, de sculptorul român Constantin Brâncuși sub minuțioasa îndrumare a medicului Dimitrie Gerota.  Statuia a primit medalia de bronz pentru Concursul de „Anatomie” organizat de Belle Arte în luna iunie a anului 1901. Lucrarea a fost făcută după modelul mulajului statuii lui Hermes Capitolinul, aflat și astăzi la Muzeul Capitolin din Roma. În timpul lunii august a anului 1901, Brâncuși a lucrat cu asiduitate în atelierul Școlii pentru ca să termine așa numitul „Studiu de anatomie recompensat”, adică la finisarea Ecorșeului.
Lucrarea are dimensiunile de 177 x 52 x 32 cm, este nesemnată, cu toate că inițial semnătura a existat, dar a fost ștearsă. Statuia originală se află astăzi în colecția Universității Naționale de Arte București, ea fiind expusă permanent în holul central al instituției.

## Copii
Ca urmare a discuțiilor care au urmat momentului creării Ecorșeului, studenții Școlii de Belle Arte au susținut ideea că lucrarea lui Brâncuși poate fi folosită pentru studiul miologiei în toate școlile secundare sau superioare în care se studia această disciplină. Astfel, „Societatea elevilor în belle arte” în frunte cu George Demetrescu Mirea au cerut lui Spiru Haret, care îndeplinea în acel an funcția de ministru al Instrucțiunii Publice și Cultelor, ca Ecorșeul să-i fie dat Școlii pentru studii de anatomie.
Demersul lor nu numai ca a avut succesul scontat, ci s-a dat și dispoziție ca să se toarne și alte copii ce au fost ulterior repartizate unor instituții din România. Statuile din ghips au fost colorate strident și au fost considerate a fi cele mai izbutite modele ale genului de ecorșeuri după antic. Istoricul de artă Barbu Brezianu a identificat în anul 1976 patru astfel de copii: la Liceul N. Bălcescu din Craiova, la Muzeul de Artă din Craiova, la Muzeul de anatomie al Institutului medico-farmaceutic din Iași și la Muzeul de preparate anatomice, Facultatea de medicină din Cluj.
La București au fost identificate de Barbu Brezianu două lucrări în ghips, una a lui Dimitrie Gerota din colecția de la Muzeul de anatomie din strada G. Cantacuzino nr. 17 și una a Școlii Naționale de Arte Frumose. Ca urmare a cercetărilor pe care le-a întreprins  Elena Dumitrescu, lector la Catedra de sculptură a Universității Naționale de Artă din București, în studiul său asupra Ecorșeului lui Brâncuși, s-a văzut în situația de a face lumină într-un adevărat noian de indicii care au arătat că, de fapt, numărul de exemplare multiplicate este mult mai mare. S-a presupus că ar fi fost cinci, unul la București și patru în restul României. Studiind articolele publicate din presa timpului, ca și mărturiile lăsate de Brezianu, Dumitrescu a afirmat că două din ecorșeele realizate de Brâncuși au intrat în posesia a două instituții de învățământ din capitala României. Astăzi, unul este dispărut și cel de-al doilea este alcătuit doar parțial din elementele originale.

### Exemplarele aflate la București

#### Ecorșeul de la Școala de Belle Arte
Cu ocazia primei expoziții a artistului de la Ateneul Român din luna mai a anului 1903, Ecorșeul a fost prezentat publicului bucureștean. Acesta este prima lucrare necolorată care a fost realizată. Ca o consecință imediată a evenimentului expozițional, 

## Expoziții
- 1903 -- Palatul Ateneului Român din București;[3]
- 1906 -- Expoziția generală română, București;[3]
- 1956 -- Expoziția omagială, București;[3]
- 2016 -- ArtSafari de la Palatul Dacia din București.[5]